# Juan Bautista de Espinosa

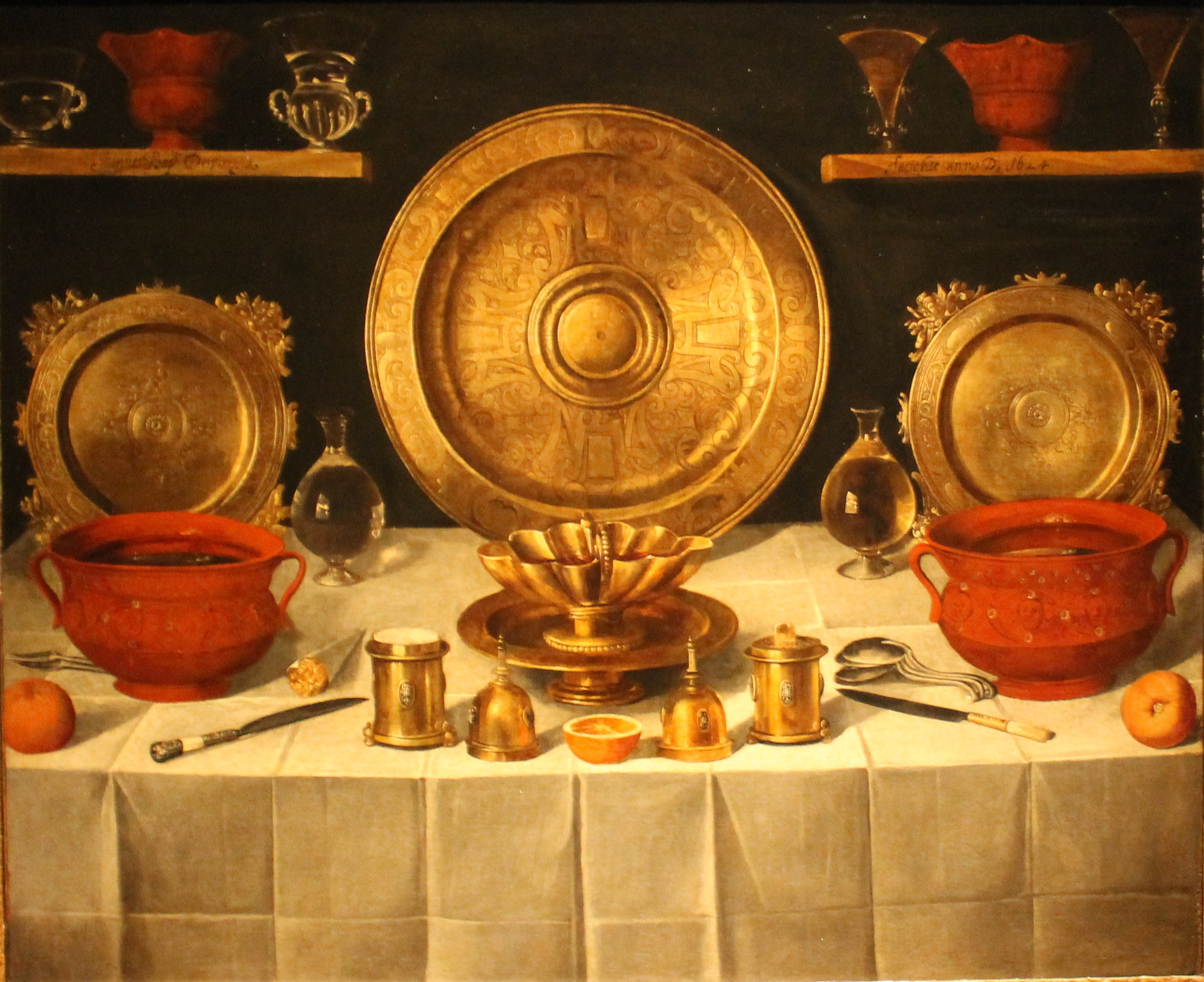
Natura morta amb objectes d'orfebreria, 1624, oli sobre llenç, Col·lecció Masaveu

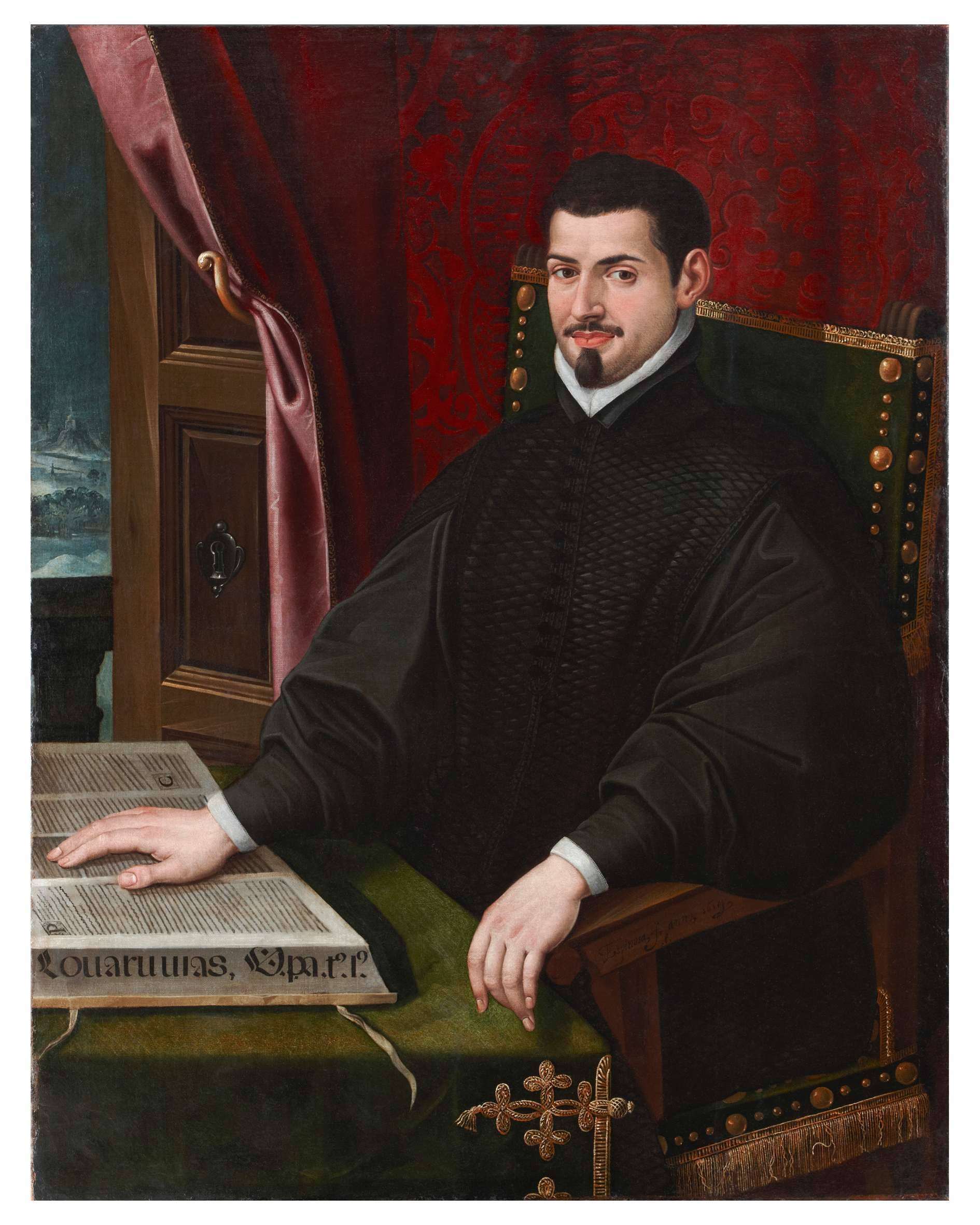
Retrat d'un jurista amb toga o Retrat de Sebastián de Covarrubias, signat «Espinosa, f. 1616», oli sobre llenç, 108,5 x 85 cm, Galeria Caylus

Juan Bautista de Espinosa (1590 - 1641) va ser un pintor espanyol documentat a Madrid entre 1612 i 1641.

## Biografia
De la seva obra únicament es coneixia un bodegó de peces de plata donat a conèixer quan era propietat de la Fundació Hilman Reksten de Bergen (Noruega; actualment en el Museu de Belles Arts d'Astúries, col·lecció Masaveu) signat Joanes Bapta. Despinosa faciebat Anno D'1624. Per tal motiu va ser considerat pintor especialitzat en bodegons i va ser confós  amb el seu homònim Juan de Espinosa.
En 1612 va ingressar en la confraria del Sagrament de la parròquia de Sant Sebastià a Madrid i un any després va llogar una casa anomenant-se pintor del duc del Infantado, per qui va pintar alguns retrats perduts. En 1614, Juan Andrés de la Roble, pintor i veí de Madrid, que feia compatible l'ofici de pintor amb el comerç de pintures, declarava en el seu testament que Juan Bautista de Espinosa li devia un San José amb el Nen en braços, ben acabat, i «catorze tauletes per a retrats».
En una data incerta va taxar el retaule major de l'església d'Alcaudete de la Jara (Toledo), el que va fer pensar que repartís el seu treball entre Madrid i Toledo. Podria confirmar-ho un retrat signat «Espinosa f. anno 1616.», suposadament de Sebastián de Covarrubias, qui havia mort tres anys abans de la signatura del retrat.
Poc més se sap d'ell, tret que havia mort ja en 1641, quan la seva vídua, Magdalena Muñoz, va fer testament. Estilísticament és pintor estretament vinculat a l'obra de Juan van der Hamen, amb el seu mateix sentit de l'ordre i de la simetria.
Existeix un artista homònim amb el qual de vegades se li confon, Juan de Espinosa, pintor de bodegons actiu a Madrid entre 1628 i 1659.